# Marina Minde
Marina Minde er en dansk lystbådehavn ved Egernsund, Sønderjylland. Dets placering ved Flensborg Fjord gør den særdeles attraktiv for sejlere. Den er da også ved en brugerundersøgelse i 2007 kåret som landets 5. bedste lystbådehavn.
Lystbådehavnen har plads til ca. 450 sejl- og motorbåde samt et antal husbåde. Der forefindes restaurant, grill områder, legeplads, badestrand m. v. Klientellet er dansk og internationalt. Ved Marina Minde smelter Gendarmstien sammen med havnens promenade. Havnen er et fint udgangspunkt for sejlads i det Sydfynske Øhav og hele Østersøen. Vinteropbevaring af lystbådene sker i Marina Toft i Gråsten, kun en sømil fra Marina Minde.
Marinaen har sit navn efter det teglværk der tidligere lå på stedet, Minde Teglværk.